# Hinajana w buddyzmie tybetańskim
Nauki hinajany w buddyzmie tybetańskim zawarte są w przekazie sutr, winai oraz abhidharmy. Buddyzm tybetański jest „buddyzmem trzech pojazdów: hinajany, mahajany i wadżrajany”, gdzie przekazy hinajany istnieją obok przekazów mahajany w trzech zbiorach kanonu zawartych w Kangjurze. Nauki hinajany stanowią tam podstawę i rdzeń nauk buddyzmu oraz odniesienie dla nauk mahajany.

## Przekaz winai
Przekaz winai do Tybetu (Vinaya Pitaka, Kosz dyscypliny) ma swoje pochodzenie z Indii od czterech szkół śrawakajany bazujących na „Sutrze o indywidualnym wyzwoleniu” i „Sutrze pratimokszy”, na zbiorach pism czterech przekazów winai, na przekazie „Mahawibhaszy szkoły wajbhaszika oraz szkoły sautrantika. Przekaz tych tradycji dotarł do Tybetu w ósmym wieku za panowania króla Trisonga Decena, kiedy Chokro Lui Gyaltsen oraz Śakjasena studiowali w Tybecie z dwoma wielkimi indyjskimi mistrzami przekazu winai, Danaśilą i Jinamitrą. Przekaz rozprzestrzenił się na cały Tybet poprzez czterech scholastyków: Mar Shakyamune, Yo Gejong, Tsang i Lachen Gonpa Rabsal oraz uczniów Śakjaseny w ramach ówczesnej szkoły ningma. W roku 1204 tybetański tłumacz Tropu Lotsała (Khro-phu Lo-tsa-ba Byams-pa dpal) zaprosił do Tybetu indyjskiego mistrza Shakyashribhadra, ostatniego dzierżawcy tronu sławnego instytutu monastycznego w Nalandzie tuż przed inwazją muzułmańskich Turków, który w towarzystwie swoich mnichów przekazał ponownie ordynację mnisią winai mula-sarwastiwady Tybetańczykom w ramach szkoły sakja, której najbardziej znanym mnichem był wielki uczony Sakja Pandita. Dwa wieki potem wielką postacią dla tybetańskiej winai stał się mnich i mistrz tantryczny Dzie Tsongkhapa. Wszystkie cztery tradycje buddyzmu tybetańskiego posiadają obecnie nieprzerwaną linię winai – monastyczne reguły Buddy według winai mulasarwastiwady.

## Przekaz abhidharmy
Przekaz abhidharmy, tj. zbioru buddyjskiej filozofii i psychologii, do Tybetu wywodzi się głównie z tzw. wyższej abhidharmy, związanej z mahajaną, w oparciu o dzieła Asangi, oraz niższej abhidharmy, związanej ze śrawakajaną, której głównym dziełem jest „Skarbiec Abdhidharmy” (Adbhidharmakośa), ułożony przez indyjskiego mistrza Wasubandhu, i komentarze Sanghabhadry, Dignagi, Sthiramatiego i Dzinaputry. Przekazy te dotarły do Tybetu w ósmym wieku poprzez panditę Dzinamitrę, lotsawę Kawa Paltseka i innych tłumaczy. Również wielki uczeń Naropy, pandita Mitrijnana, udał się do Tybetu, gdzie nauczał abhidarmy wielu tybetańskich scholastyków i mnichów. Powyżej wspomniany Sakja Pandita był również bardzo ważny dla przekazu abhidharmy. „Skarbiec abdhidharmy” należy do żywej tradycji buddyzmu tybetańskiego po dziś dzień.

## Przekaz sutr
Sutry tzw. hinajany – Kosz sutt (Sutta-pitaka), zob. Sutra – mające źródła w języku pali, w buddyzmie tybetańskim zebrane są w kanonie Kangjuru obok sutr mahajany. Oryginalny tybetański Kangjur zawiera 100 tomów i utrzymywany jest dla kolejnych pokoleń nieprzerwanie również poprzez ustne przekazy tzw. lungi, które trwają kilka dni.

## Krótki opis
W zbiorze Vinai z poziomu Hinajany zawarte są nakazy o dyscyplinie, moralnym postępowaniu, przestrzeganiu ślubowań, według tradycji Sarvastivada, które obowiązują również wyznawców Mahajany i Wadżrajany. Są to:
- pełne śluby zakonne dla mężczyzn (bhiksu, gelong)
- pełne śluby zakonne dla kobiet (bhiksuni, gelongma)
- śluby zakonne dla kobiet (siksamana, gelopma)
- nowicjaty zakonne dla mężczyzn (sramanera, getsul)
- nowicjaty zakonne dla kobiet (sramanerika, getsulma)
- śluby dla osób świeckich dla mężczyzn (upasaka, genyen)
- śluby dla osób świeckich dla kobiet (upasika, genyenma)

I tak np. podstawowe ślubowania dla osób świeckich (upasaka, upasika) zawierają 5 przestrzegań:
1. nie zabijanie czujących istot
2. nie zabieranie tego czego się nie otrzymało (nie okradanie)
3. nie angażowanie się w niewłaściwe szkodliwe czyny seksualne
4. nie kłamanie
5. nie zażywanie środków wywierających zaburzenie uważności i brak moralnego postępowania, tj. np. alkoholu, narkotyków

Zbiór Sutr na poziomie Hinajany zawiera podstawowe dla Buddyzmu nauki np. 4 szlachetnych prawdach, o cierpieniu, prawie działań Karmy, splamieniach, poziomu „pustości” dotyczącego indywidualnego, niezależnego, trwałego „ja” i o Samsarze, świecie cierpień postrzeganym zmysłami, którego trzeba się wyrzec poprzez praktykę moralnej dyscypliny, medytacji i mądrości. Jednak również pouczające opowieści o poprzednich odrodzeniach Buddy (sanskryt. Dżataka)
W zbiorze abhidharmy można odnaleźć poglądy na temat natury rzeczywistości, np. wajbhaszików czy sautrantików, traktowane przez buddyzm tybetański jako początkowe stopnie, by stopniowo móc w pełni zrozumieć madhjamakę.

## Cytaty
Wielki uczony i mistrz buddyzmu tybetańskiego Dzie Tsongkhapa w „Wielkiej wykładni stopni tantr wadżrajany”, tak pisze o hinajanie:
„Są niżsi w dążeniu, szukający zrealizowania jedynie dla siebie samego, tylko usunięcia cierpienia cyklicznej egzystencji (samsary). Są najwyżsi w dążeniu, którzy szukają najwyższego zrealizowania, doskonałego stanu Buddy, dla pożytku wszystkich czujących istot. Ponieważ są owe dwa rodzaje dążących, niżsi i wyżsi, pojazdy, które prowadzą odpowiednio, są zwane niższym pojazdem (hinajaną) i wyższym pojazdem (mahajaną)” (s. 92).
„Powinno się zrozumieć, że wszystkie doktryny nauczane przez Buddę są – zależnie od stanu dążących – jedynymi metodami prowadzącymi do stanu Buddy. W ten sam sposób mówi sutra Satyakaparivarta, „Rozdział prawdziwie pojedynczej sutry”: „jak wiele jest metod różniących się kompletnością, niekompletnością i szybkością (dążenia) czy temu podobnymi, dzieje się to z powodu wyższości czy niższości dążących” (s. 104).
„Nie ma sprzeczności, że wyznawcy mahajany traktują hinajanę jako przeszkodę do doskonałego oświecenia, podczas gdy dla hinajanisty jest to metoda do doskonałego oświecenia” (s. 103).
J.Ś. Dalajlama XIV w komentarzu do tekstu ponadto pisze:
„Dopóki nie można użyć pożądania na ścieżkę, jest niebezpieczeństwo popadnięcia w jego wpływ. Zakazy to jedyne sposoby praktyki Hinajany.” s.37
„Mahajana posiada kompletne ścieżki dla osiągnięcia stanu Buddy. Hinajana jest oddzielnym, ale nieostatecznym pojazdem, ponieważ każdy posiada naturę Buddy, która umożliwia doskonałe oświecenie.” s. 45
14. główne ślubowanie bodhisattwy, kodeksu moralnego prowadzenia się w mahajanie, mówi:
„Nie lekceważyć hinajany”
Główne pożytki ze studiowania kompleksowej teorii buddyzmu według Stopniowej ścieżki do oświecenia (lam-rim), zgodnie z dziełem Dzie Tsongkhapy “Lam-Rim Bsdus-Don”:
1) zrozumienie, że nie ma sprzeczności pomiędzy różnymi naukami Buddy
2) świadomość, że wszystkie teksty to dogłębne porady i nie ma sprzeczności pomiędzy znaczeniem tych tekstów a ich praktyką, oraz że stopniowy postęp zachodzi: a) w jak najbardziej efektywny sposób: poprzez hinajanę, mahajanę i wadżrajanę, aż do całkowitego oświecenia; i b) we właściwym porządku, stosownie do możliwości, zdolności i zrozumienia praktykującego, który [to porządek] prowadzi tego odpowiednio [praktykującego] do kolejnego szczęśliwego odrodzenia, wyzwolenia od cierpienia, bądź całkowitego oświecenia
3) łatwe zrozumienie doniosłości trzech aspektów nauki Buddy: a) wyzwolenia od samsary – błędnego koła odradzania się w świecie cierpień; b) bodhicitta – tj. miłująca dobroć dla pożytku wszystkich istot; c) właściwe zrozumienie natury rzeczywistości, tzn. „pustości” inherentnej, wrodzonej, niezależnej egzystencji (sanskryt. śunjata)
4) ponadto chroni od popadnięcia w wielką otchłań błędu odrzucenia (tzn. braku szacunku dla poszczególnych nauk Buddy, np. nauk o hinajanie)